# Unguiculella tityrii
Unguiculella tityrii är en svampart som tillhör divisionen sporsäcksvampar, och som först beskrevs av Josef Velenovský, och fick sitt nu gällande namn av Seppo Huhtinen och Spooner. Unguiculella tityrii ingår i släktet Unguiculella, och familjen Hyaloscyphaceae. Arten är reproducerande i Sverige.